# Duilius letourneuxi
Duilius letourneuxi är en insektsart som först beskrevs av Puton och Lethierry 1887.  Duilius letourneuxi ingår i släktet Duilius och familjen kilstritar. Inga underarter finns listade i Catalogue of Life.